# Atentado contra Save the Children de 2018
El atentado contra las oficinas de Save the Children en Jalalabad (Afganistán) fue un ataque terrorista realizado sobre las 09:10 hora local (04:40 GMT) el 24 de enero de 2018. El ataque fue reivindicado, a través de su agencia de noticias Amaq, por el grupo terrorista Estado Islámico.
El ataque consistió en el estallido de un coche bomba a la entrada del objetivo y un posterior ingreso forzado de desconocidos con uniformes de policía afgana, quienes iniciaron disparos contra los presentes del lugar.

## Fondo del asunto
La ciudad de Jalalabad así como toda Afganistán se encuentra sumergida en una guerra civil desde 1978, que se intensificó con la caída del Emirato Islámico de Afganistán en 2001 —creado por el grupo Talibán—, los sobrevivientes de este protoestado iniciaron una guerra de guerrillas contra el actual gobierno de Afganistán por considerarlo «traidor» por apoyarse en la ayuda extranjera. La situación empeoró cuando diversas organizaciones islamistas ingresaron al país (aprovechando su situación de estado fallido) como Al Qaeda o el Estado Islámico, provocando que el gobierno afgano pierda territorio e incluso relevancia en la presente guerra.

## Reacciones
El secretario general de las Naciones Unidas António Guterres condenó el atentado diciendo que «las organizaciones humanitarias dan una ayuda vital a los más vulnerables... los trabajadores humanitarios, así como sus instalaciones, nunca deben ser un objetivo».
La ONG Save the Children con sede en Londres anunció que cesarían todas sus operaciones en Afganistán hasta nuevo aviso.